# 擬似マルクス・レーニン主義体制
擬似マルクス・レーニン主義体制（ぎじマルクス・レーニンしゅぎたいせい）とは、複数政党制採用以前の台湾における中国国民党による政治制度を、これに反対する側が呼称した政治用語。事実上の一党制であり、政権政党が国民を牽引することを言った。多くの民主化運動家・独立運動家・台湾人の人権が蹂躙された。
台湾独立運動家を中心に日本でのみ使用されている用語である。台湾では党国体制という用語が使用されているが、使用例はあまり多くはない。